# Theuville, Eure-et-Loir

Theuville este o comună în departamentul Eure-et-Loir, Franța. În 1 ianuarie 2016 avea o populație de 731 de locuitori.
La 1 ianuarie 2016, a fuzionat cu vecinul său Pézy pentru a da naștere noului oraș Theuville.

## Istoric

### Sistemul vechi
În mai 1537, preotul Michel Bernard, originar din Nicorbin, a înzestrat cu o capelă locul nașterii sale, parohia din Theuville.

### Era contemporană
Între 29 ianuarie 1939 și 8 februarie, mai mult de 2.000 de refugiați spanioli fug de prăbușirea Republicii Spaniole în fața trupelor lui Franco, ajung în Eure-et-Loir. Confruntat cu lipsa facilităților de primire (tabăra Lucé și închisoarea Châteaudun redeschise pentru această ocazie), 53 de sate sunt puse la dispoziție, inclusiv Theuville. Refugiații, în special femeile și copiii (bărbații sunt dezarmați și reținuți în sudul Franței), sunt supuși unei carantine stricte, vaccinate, poșta este limitată, proviziile, dacă sunt puțin variate și gătite însă francezul este asigurat. Unii refugiați se întorc în Spania, încurajați de guvernul francez care facilitează condițiile de întoarcere, dar în decembrie 922 preferă să rămână și sunt adunați în Dreux și Lucé.

## Geografie

### Așezare
Orașul Theuville include mai multe căsuțe, Baigneaux, Houssay, Rosay Val, Vovette și Nicorbin și două ferme izolate, Louasville și Ledeville.